# كأس إسكتلندا 1880–81
كأس اسكتلندا 1880–81 (بالإنجليزية: 1880–81 Scottish Cup)‏ هو موسم من كأس اسكتلندا. كان عدد الأندية المشاركة فيه 135، وفاز فيه نادي كوينز بارك.